# Xã Raritan, Quận Day, Nam Dakota
Xã Raritan (tiếng Anh: Raritan Township) là một xã thuộc quận Day, tiểu bang Nam Dakota, Hoa Kỳ. Năm 2010, dân số của xã này là 75 người.